# 8442 Остралегус
8442 Остралегус (8442 Ostralegus) — астероїд головного поясу, відкритий 16 жовтня 1977 року.
Тіссеранів параметр щодо Юпітера — 3,527.